# Ordre de bataille de Bayou Fourche
Cet article présente l'ordre de bataille de la bataille de Bayou Fourche, une bataille de la guerre de Sécession livrée le 10 septembre 1863 entre les forces de l'Union et celles de la Confédération près du Bayou Fourche, en Arkansas (Little Rock, Arkansas) dans le cadre de la campagne de Little Rock.

## Abréviations utilisées

### Grade militaire
- MG = Major général
- BG = Brigadier général
- Col = Colonel
- Ltc = Lieutenant-Colonel
- Maj = Commandant
- Cpt = Capitaine
- Lt = Lieutenant

### Autre
- (b) = blessé
- mb = mortellement blessé
- † = tué
- (PDG) = capturé

## Forces de l'Union
Brigadier général J. W. Davidson
Force : 6 000 cavaliers et 18 canons

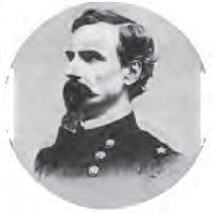
Brigadier général J. W. Davidson
Division de cavalerie, Département du Missouri

- Division de cavalerie, département du Missouri
  - Première brigade : Colonel Lewis Merrill
    - 2d Missouri Cavalry (Merrill's Horse) - Maj. G. Harker
    - 7th Missouri Cavalry - Lieut. Col. J. L. Chandler
    - 8th Missouri Cavalry - Col. W. F. Geiger

  - Deuxième brigade, Col. J. M. Glover
    - 10th Illinois Cavalry - Lieut. Col. James Stuart
    - 1st Iowa Cavalry - Maj. J. W. Caldwell
    - 3d Missouri Cavalry - Capt. J. H. Reed

  - Brigade de réserve - Col. Jno. F. Ritter
    - 13th Illinois Cavalry - Maj. L. Lippert
    - 3d Iowa Cavalry - Maj. G. Duffield
    - 1st Missouri Cavalry - Col. Jno. F. Ritter

  - Artillerie, Capt. Jules L. Hadley
    - Batterie K, 2d Missouri Artillery - 1st Lieut. T. S. Clarkson
    - Batterie M, 2d Missouri Artillery, Capt. G. Stange
    - Batterie d'obusiers, 2d Missouri Cavalry (Merrill's Horse) - 1st Lieut. G. F. Lovejoy  (b)
    - 25th Independent Battery, Ohio Light Artillery - 1st Lieut. E. B. Hubbard

## Forces confédérées
Brig. Gén. J. S. Marmaduke
Force : 2 500 cavaliers et 8 canons

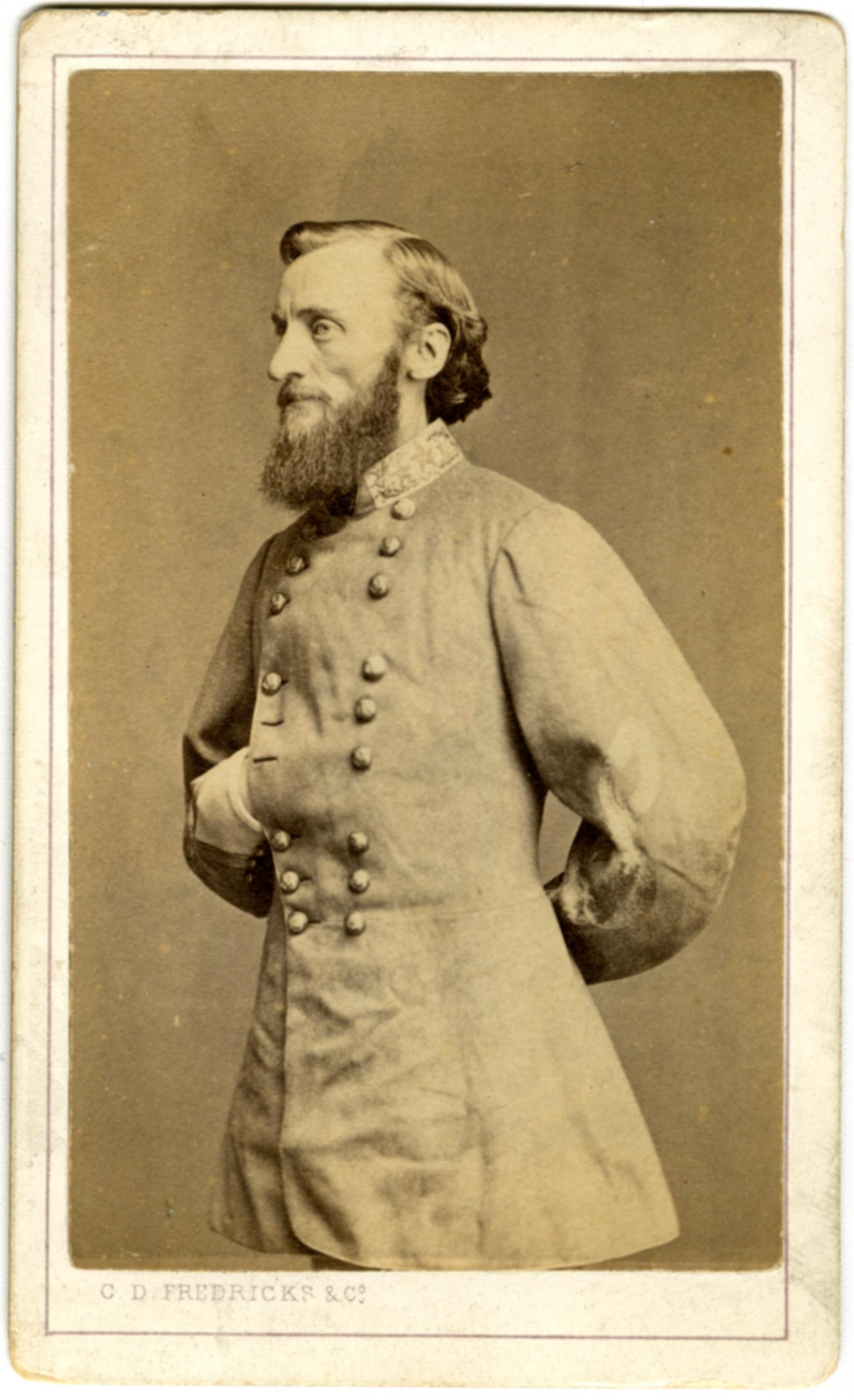
Brig. Gén. J. S. Marmaduke
Division de cavalerie de Marmaduke

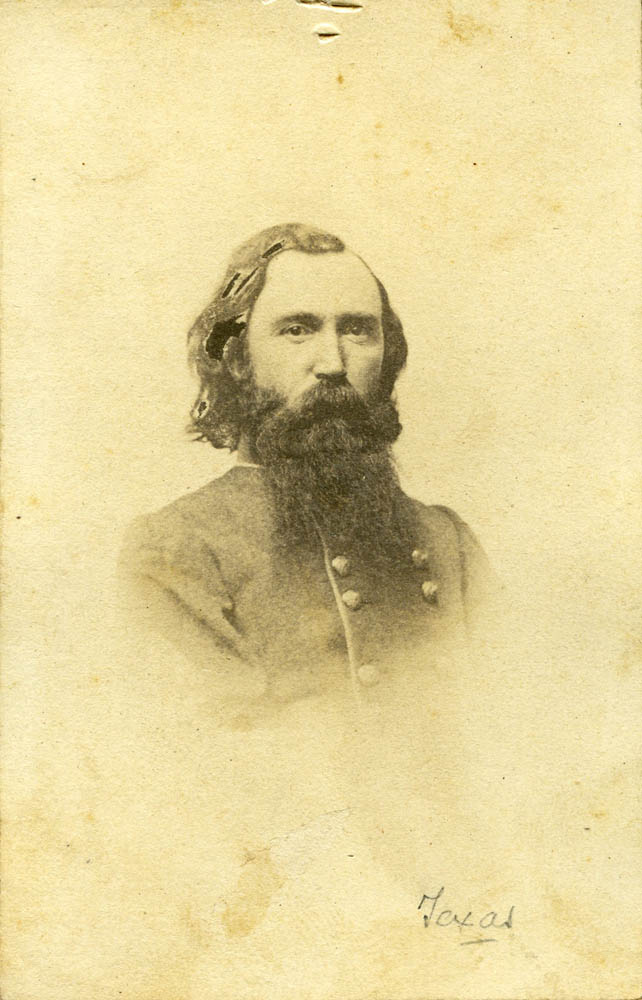
Col. Arch. S. Dobbins
Division de cavalerie de Walker

- Division de cavalerie de Marmaduke
  - Brigade Shelby - Lieut. Col. B. F. Gordon
    - 5th Missouri Cavalry - Lieut. Col. B. F. Gordon
    - 6th Missouri Cavalry - Col. G. W. Thompson
    - Bataillon d'Elliott, cavalerie du Missouri - Major. Ben. Elliott
    - Batterie de Bledsoe, artillerie du Missouri, Capt. Joe Bledsoe

  - Brigade de Marmaduke - Col. Wm. L. Jeffers
    - 8th Missouri Cavalry - Lieut. Col. S. J. Ward
    - 3d Missouri Cavalry -Maj. L. A. Campbell
    - 4th Missouri Cavalry - Lieut. Col. W. J. Preston
    - Bataillon de Young, cavalerie du Missouri - Lieut. Col. M. L. Young
    - Batterie de canons de Prairie, artillerie du Missouri - 1st Lieut. T. J. Williams
- Division de cavalerie de Walker  - Col. Arch S. Dobbins, Col. R. C. Newton
  - Brigade de Dobbin, Col. R. C. Newton
    - Régiment de Dobbins, cavalerie de l'Arkansas - Maj. S. Corley (†), Capt. M. M. Bateman
    - Régiment de Newton, cavalerie de l'Arkansas - Maj. J. P. Bull
    - Batterie d'Atter, artillerie de l'Arkansas, Capt. C. B. Etter

  - Brigade de Carter, Col. Geo. W. Carter
    - 21st Texas Cavalry (1st Texas Lancers) - Lieut. Col. D. C. Giddings
    - Escadron de Morgan, cavalerie du Texas - Maj. C. L. Morgan
    - Compagnie d'espionnage de Johnson, cavalerie du Texas - Capt. Alf. Johnson
    - Compagnie de Denson, cavalerie de Louisiane - Capt. Wm. B. Denson
    - Batterie de Pratt, artillerie légère du Texas - Capt. Jos. H. Pratt